# 秦皇岛银行

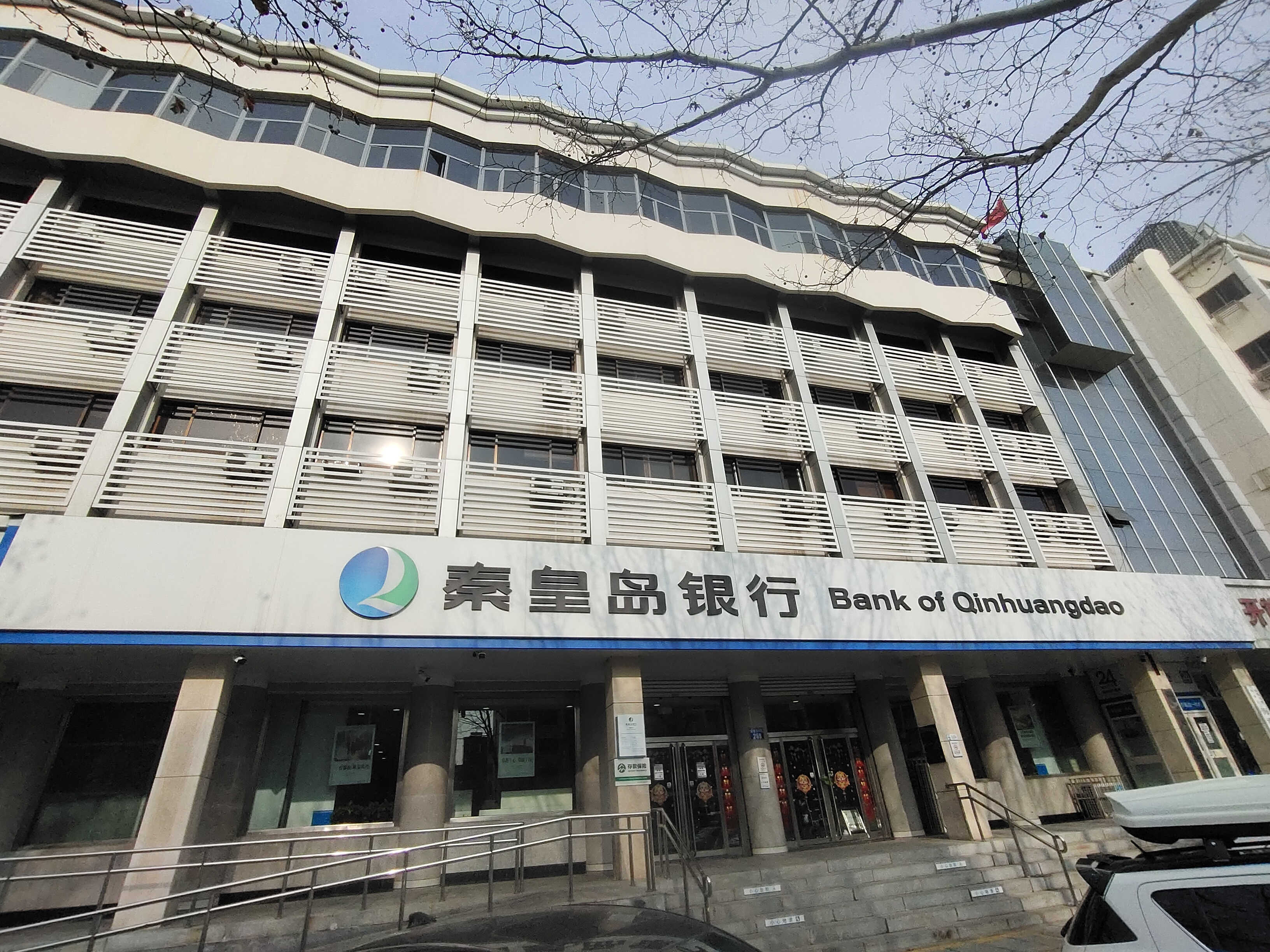
秦皇岛银行（海港支行）

秦皇岛银行股份有限公司，简称秦皇岛银行，总部位于中国河北省秦皇岛市，于1998年成立，截止2019年，该行是秦皇岛市唯一一家具有法人资格的地方股份制商业银行、监管评级AAA级，共有辖内营业网点55家，并在廊坊市、保定市设立域外分行。